# 주형철
- 컴퓨터엔지니어, SK CEO, 대통령 경제보좌관 출신, 산업/통상/경제/창업/IT/AI 정책 활동 중
- '성장우선(Growth First)' 전략 통해 산업강국, 창업강국, AI강국을 실현과 초일류 선도국가로의 성장, 성장과정에서 성장과 분배의 선순환을 통한 복지국가 완성을 제시
- 민간에서의 기업경영/혁신성장/구조조정, 공공에서의 정부정책/산업/경제/창업/AI/IT정책, 민간기업과 공공기관에서의 기술, 투자, 금융, 조직경영 등 다양한 영역에서 실전경험과 이론을 갖춘 통섭형 리더
- 성과를 가장 중시하는 리더십 스타일

## 생애
- 이재명 정부 국정기획위원회 경제2분과 위원
- 더불어민주당 집권플랜본부 K먹사니즘본부장
- 더불어민주당 선대위 정책본부 부본부장
- 더불어민주당 선대위 K이니셔티브위원회 부위원장
- 더불어민주당 관세대응 통상안보 TF 위원
- 더불어민주당  경제안보 특별위원회 위원
- 더불어민주당 내란극복국정안정특위 정책기획실장
- 경기연구원 원장
- 대통령 직속 정부혁신위원회 위원장
- 문재인 정부 대통령비서실 경제보좌관 (차관급)
- 대통령 직속 신남방정책특별위원회 위원장
- 대통령 직속 신북방위원회 위원
- 국민경제자문회의 위원
- 대통령 직속 4차산업혁명위원회 위원 및 사회제도특별위원회 위원장
- 한국벤처투자 대표이사/사장
- 서울산업진흥원 대표이사/사장
- NHN NEXT 부학장/교수
- SK커뮤니케이션즈㈜ 대표이사/사장
- 이투스㈜ 대표이사/사장
- SK 아이미디어㈜ 대표이사/사장
- SK㈜ 정보통신사업 담당임원
- SK C&C㈜ 기획본부장·글로벌사업실장
- SK텔레콤 유비쿼터스 비즈니스 본부장
- 한국인터넷기업협회 부회장
- 한국인터넷자율정책기구 의장

## 학력
- 대전대신고등학교 졸업
- 서울대학교 공과대학 컴퓨터공학 학사
- 매사추세츠 공과대학교 대학원 경영학 석사

## 주요 활동

#### 경제성장률 3%+ 복귀 추진 필요성과 가능성 주장: 성장우선(Growth First)전략 제시
2025년 2월 더불어민주당 K먹사니즘본부장으로서 성장우선(Growth First)전략 및 산업정책 발표
(인구가 줄고 있지만) 자본 투자와 AI를 활용한 생산성 증대를 통해 3%대 나아가 4%대 경제성장이 가능하다고 주장
제조업-IT에 이은 AI중심 새로운 성장을 강조

#### 현재의 상황을 펀더멘탈의 위기상황으로 규정, 재정정책 중심 경제정책에서 적극적 산업정책으로의 전환 주장: ABCDEF영역에서의 기업주도 혁신성장 + 정부 적극적 마중물 역할 제시
미국과 중국의 성장은 새로운 빅테크 기업의 출현과 발전에 있음  
반면 한국은 대기업의 사업다각화에만 의존하여 빅테크기업은 거의 나타나지 않고 있다.
이에 따라 거의 전 Tech영역에서 미국과의 격차는 더욱 커지고, 중국 기업이 이미 한국 기업을 추월한 상황.
과거의 고유가, 외환, 금융, 펜데믹 경제위기와 달리 산업과 기업경쟁력이 약화된 펀더멘탈의 위기로 상황을 규정
도시와 국가의 경쟁력은 빅테크 기업의 보유유무에 달려있다. '빅테크가 곧 국가경쟁력'이며, A(AI), B(Bio), C(Culture), D(Defense), E(Energy), F(Factory) 영역에서 빅테크 육성이 펀데멘탈위기를 도ㄹ파하는 방안.
대기업의 혁신 (성장과 구조혁신 포함)과 스타트업의 스케일업을 동시에 추진
이를 공공이 뒷받침하기 위해 정책금융이 중요하며 그 핵심은 성장과 창업 전영역을 지원하는 마중물 자금인 국부펀드 (모태펀드)의 대규모 조성

#### 스타트업 발굴을 통해 유니콘, 데카콘, 헥토콘 육성 주장: 대규모 창업모태펀드 및 공공혁신조달을 제시
대기업의 혁신과 더불어 스타트업의 빅테크로의 성장이 산업과 경제의 핵심
ABCDEF영역 50조규모의 모태펀드와 2조규모 혁신조달을 주장

#### 소버린 AI, AI 클라우드센터, AI데이타, AI 교육, AI 샌드박스, AI인재 등 국가의 역할 강화 주장
현재 AI는 미국과 중국에 상당히 뒤처쟈 있지만 적극적인 산업정책을 수행한다면 AI초강국으로 발전할 가능성 존재
민간이 주도
하지만 민간이 하기 어려운 분야 중심으로 국가의 역할 중요
국방, 교육, 의료 3대 분야 K Sovereign AI 개발이 필요
K Sovereign AI 개발과정에서 민간으로의 기술과 인력의 Spillover을 통해 민간 AI 성장 지원도 가능하다고 역설
10만 GPU 및 데이타 구축 등 AI 클라우드센터 국가 구축 필요성 주장
인터넷시대 초고속통신망이 세계적으로 앞선 IT테스트베드 국가가 되는 데 기여했듯, AI시대에는 전국민이 AI활용 전문가가 중요하다고 역설하며 교육 및 Tool지원 정책의 필요성을 주장

#### AI+를 통한 제조업르네상스를 주장: 피지컬 AI, AI 전후방산업, AI 제조휴머노이드 개발 한미일 협력
LLM, Agentic AI와 병행해서 적극적인 Phsical AI추진을 주장 
미래모빌리티 (자율주행 자동차, 선박, 드론, 항공기) 및 AI 제조 휴머노이드 개발 및 양산 경쟁력이 미래제조업 중국경쟁의 핵심임을 제시
AI 제조 휴머노이드 에서 미국(LLM), 일본 (모터), 한국 (휴머노이드 제조 및 이차전지) 등 한미일 협력을 주장
에너지산업, 데이터센터, 통신 등 AI전후방산업 동시 육성 주장
AI 제조휴머노이드에서 나아가 돌봄/국방 휴머노이드 개발 역시 주장

#### 미국 및 중국 외 국가들과 자유무역 협력을 통한 시장다변화 주장
경제안보를 중심으로한 미국과의 협력 + 중국/러시아와의 우호적관계 및 교역 확대 추진과 함께 
미국과 중국을 제외한 전세계 시장공략을 위해 신남방 신북방을 넘어 서아시아 호주 뉴질랜드 북아프리카를 아우르는 신아시아전략 등 추진 주장

#### 경기도 재생에너지, RE100, 경기특자도, 360돌봄, 경기교통카드, 안전 등 정책 리드
2022년~2024년 경기도 종합정책 싱크탱크인 경기연구원 원장 
경기연구원을 국민 근본문제를 해결하는 선제안정책 중심조직으로 혁신하고, 인구, 균형발전, AI, RE100, ESG 조직을 신설하여 새로운 변화에 대응
특히 경기도 전역울 디지털트윈으로 만들고 지역별로 종합적인 기후데이타를 결합시켜 기후대응 오픈플랫폼을 구축

#### 아이스팩 수거, 실손보험청구 간소화, 탄소중립 국민참여 등 국민과 함께 정부혁신을 주도
2020년~2022년 정부혁신위원장, 정부혁신포럼 대표로서 200여명의 민간위원과 함께 민간주도로 혁신정책 개발
아이스팩 수거, 실손보험청구 간소화, 탄소중립 국민참여, 공직자 재산내역 포맷 전환 등
정부혁신 발전 방안인 정부혁신권고안을 마련

#### 신남방정책 주도, 아세안 협력을 주변4강 수준으로 끌어 올려 황조근정훈장 수상
신남방특위위원장으로서 아세안 및 인도와의 인적교류, 교역, 안보협력을 획기적으로 확대하여 큰 성과를 창출. 
아세안은 대한민국 성장에 있어 새로운 기회의 땅으로 입지를 명확히 하게 되었다.
부산 한아세안 특별정상회의 청와대 TF장으로서 행사를 성공적 개최, 아세안 10개국 대표단으로부터 찬사를 받았다.
신남방정책을 한단계 끌어올리고 아세안과의 협력을 주변 4강수준으로 끌어렸다는 평가를 받았다.

#### 문재인대통령 경제교사, 경제보좌관, 청와대와 기업간 소통핫라인 및 규제혁신 수행
청와대와 기업현장간 핫라인 역할을 통해 규제를 혁신하고 정책을 개선하였다.
기업출신 청와대 경제보좌관으로서 그의 강점을 살리는 한편 청와대와 정부를 보완한 것이다.
약 20개 이상의 산업영역의 애로사항과 정책의 개선사항을 정부부처에 전달하고 개선하였다

#### K Cuture! 콘텐츠 산업 지원 및 육성
콘텐츠산업 3대전략 수립 및 추진을 통해 우리나라의 콘텐트산업이 세계적인 강국으로 도약하는 중요한 계기를 마련했다. 
민간에서의 콘텐츠사업 경험을 바탕으로 콘텐츠기업의 가장 큰 애로사항인 자금, 판로, 공공구매를 해소하는 전략을 수립하였다.
이 결과 콘텐트산업에서 투자소외영역인 초기기획, 소외장르 투자를 위한 펀드와 보증이 크게 확대되었고, 아세안지역을 중심으로 한 해외판로 개척, 콘텐츠산업의 미래인 VR, AR분야의 시장확대 방안이 마련되었다.

#### 스타트업과 혁신기업에게 필요한 것은 판로! 정부가 최초의 구매자!
청와대 혁신공공조달 태스크포스장을 맡아 혁신공공조달을 안착시켰다. 
혁신 공공조달은 그간 정부의 최저가 입찰, 검증된 상품 구매 관행에서 벗어나 혁신적인 상품을 정부가 과감하게 구매함으로서 공공서비스의 질을 높이는 한편, 정부가 혁신적인 상품을 만든 기업에게 공공 판로를 제공하겠다는 도전적인 새로운 구매 제도이다.
이를 통해 혁신적인 상품의 새로운 시장을 열어주는 것은 물론 판매실적을 만들어 주어 해외시장 진출에도 크게 기여할 수 있다.

#### 창업투자 및 대규모 펀드운용! 3개였던 유니콘 기업 2년 만에 11개로 크게 증가
NHN NEXT와 서울경제진흥원에서 인재육성, 창업 교육, 보육, 엑설러레이팅을 수행. 
서울경제진흥원에서 엑설러레이팅센타, 서울창업허브를 구축.
모태펀드를 운영하는 한국벤처투자 대표이사로서 창업투자생태계의 규제혁신, 정보공개, 투자규모확대, 민간자금 유치 등을 빠른 속도로 추진해서 성공시켰다.
펀드규약, 투자계약서를 민간주도 방식으로 혁신시켰고, 정보를 공개하는 KVIC Market Watch 발간은 창업투자생태계의 정보수준을 한단계 끌어올렸다는 평가를 받는다.
민간자금 유치는 특히 하나은행, 포스코와의 민간 모태펀드 공동결성의 큰 결과를 낳았다.
이 결과 유니콘 기업을 늘리는 큰 성과를 내었다. (2017년 3개->2019년 11개, 세계 6위)

#### 4차산업혁명 대응에 기여
NHN NEXT 교수, 4차산업혁명위원회 위원으로서 소프트웨어 인재육성, 4차산업혁명 대응을 통해 우리나라가 소프트웨어강국, 인공지능 강국으로 우뚝 서는 데 일익을 담당했다. 
소프트웨어 인력양성기관인 NHN NEXT에 합류하여 교수로서 인재를 키우는 일에 주력하였다.
특히 프로젝트 중심 교육. 문제해결 중심교육 방식을 전면적으로 도입하고 창업프로젝트과정을 교육하였다.
이후 2017년 대통령직속 4차산업혁명위원회 사회제도 혁신위원장을 맡아 '인공지능도입에 따른 일자리, 노동의 변화’, ‘인공지능 윤리’ 등 정책을 연구하였다.

#### 중소기업 육성과 좋은 일자리 창출에 기여
2015년 서울경제진흥원 대표이사로서서울유통센터와 하이서울브랜드어워드 구축을 통해, 소상공인과 중소기업의 매출을 2년 만에 100억원대에서 2,400억원대으로 끌어올리는 신화를 썼다. 
서울산업진흥원 대표이사로서 일자리의 증가를 추진했다. 일자리본부’를 신설하고, 핵심 성과지표(KPI)를 일자리 창출로 선언하였다. 
신직업인재센타를 설립하였고 이 결과 일자리 창출은 2015년 약 2,500명에서 2017년 약 1만1,000명으로 증가하였다.

#### 무기계약직과 정규직의 통합, 동일노동 동일임금을 이루어 냄
서울산업진흥원 대표이사로서 2015년 국내 최초로 무기계약직과 정규직의 통합,임금격차해소 등 동일노동 동일임금을 구성원 합의를 통해 이루어 냄

#### AI 자연언어처리기술을 적용한 시맨틱검색 개발, 국민 SNS인 싸이월드, 네이트온을 최전성기로 이끔
SK텔레콤, SK 커뮤니케이션즈에서 대한민국을 인터넷강국으로 발전시키는데 기여하였다. 
SK커뮤니케이션즈 대표이사/사장으로서 당시엔 생경했던 인공지능 검색서비스인 시맨틱검색을 성공시켰더.
SK커뮤니케이션즈 대표이사/사장으로서 싸이월드를 SNS로 집중 육성하는 오픈플랫폼 전략을 추진했다.
이에 따라 포털서비스인 네이트는 다음, 네이버와 3강체제를 구축하였고, 싸이월드와 네이트온의 제2 전성기를 구가하는 등 SK커뮤니케이션즈의 최전성기를 이끌었다.
이를 통해 적자였던 SK커뮤니케이션즈의 매출을 증대시켜 흑자 전환을 성공시켰다.
인터넷서비스의 글로벌화를 위해 적극이고 과감한 투자를 추진하였다. 특히 재임 중 개발한 싸이메라는 해외에서 높은 호응을 얻는 등 개별 나라 단위의 진출이 아니라, 글로벌 One Standard Platform으로 진출하는 글로벌 통합 전략을 구축하였고, 이는 인터넷 기업들의 해외진출 모델로 자리잡았다.

#### 이동통신 강국 대한민국에 기여
SK텔레콤에서 무선통신의 불모지였던 대한민국이 세계 최고의 통신강국으로 성장하는데 크게 기여했다. 
이동통신서비스의 아날로그방식에서 CDMA디지털 방식으로의 전환 (2세대이동통신), WCDMA 세계 최초 상용화 (3세대이동통신) 성공에 크게 기여하였고, 신세계통신 인수합병 및 무선데이터서비스 제공 등 굵직한 프로젝트를 성공시켰다. 이를 통해 SK텔레콤의 성장과 대한민국이 세계 최고의 통신강국으로 발돋움하는데 주도적으로 기여하였다.

#### 80년대 민주화 운동 및 사무직 노동운동
대학시절 반독재 민주화 학생운동을 하였다 
사회초년생 시절 청년과학기술자협의회에서 사무직 노동운동을 하였다.

## 저서
- [리더십] 이니시(INITIATE) 리더는 오직 행동뿐!, 주형철, 두앤북, 2022
- [지식사회와 일자리 미래 소설] 세상을 바꾸는 스타트업 (소설로 읽는 창업 리더십 프로젝트), 주형철, 로크미디어, 2014
- [창업가이드북] 창업 기획 (창업, 어떻게 실행할 것인가?), 김성철,이치형,주형철 공저, 나남, 2014